# Тюльпан четырёхлистный
Тюльпа́н четырёхли́стный (лат. Tulipa tetraphylla) — вид однодольных растений рода Тюльпан (Tulipa) семейства Лилейные (Liliaceae). Впервые описан немецко-российским ботаником Эдуардом Людвиговичем Регелем в 1875 году.

## Распространение и среда обитания
Известен из Казахстана, Кыргызстана и Китая (северо-запад Синьцзян-Уйгурского автономного района).
Произрастает на каменистых склонах.

## Ботаническое описание
Луковичный геофит; ксерофитное, мезофитное, светолюбивое растение.
Многолетнее травянистое растение-эфемероид.
Луковица широкояйцевидной формы, покрыта коричневато-чёрной жёсткой кожистой оболочкой.
Стебель голый, высотой 3—25 см.
Листья серповидные, голые, по 3—7 на растение.
Цветки жёлтого цвета, поникающие, по 1—4 на растение.
Плод — коробочка бурого или зелёного цвета, широкопродолговатая, суженная у основания и вершины.
Цветёт в мае.

## Значение
Выращивается как декоративное растение.

## Природоохранная ситуация
Тюльпан четырёхлистный занесён в Красную книгу Кыргызстана в статусе «VU» (уязвимый вид). Опасения вызывает хозяйственная деятельность человека (выпас скота, сбор на цветы, выкапывание луковиц). Численность местной популяции неизвестна, природоохранные мероприятия не разработаны.

## Синонимы
Синонимичные названия:
- Tulipa corynestemon A.D. Hall
- Tulipa kesselringii Regel